# Финал Кубка России по футболу 2022
Финал Кубка России по футболу 2022 — финальный матч 30-го розыгрыша Кубка России по футболу 2021/2022, который состоялся 29 мая 2022 года в Москве на стадионе «Лужники». В матче приняли участие московские клубы «Спартак» и «Динамо».
Победитель сыграл в суперкубке с «Зенитом», который выиграл чемпионат России после 27-го тура.
Титул защищал «Локомотив», который выбыл на стадии 1/8 финала от «Енисея» (1:2).
Победитель матча должен был получить право выступать в групповом этапе Лиге Европы УЕФА 2022/23, если по итогам чемпионата России 2021/22 года не сумел бы завоевать право выступать в Лиге чемпионов УЕФА 2022/23, однако УЕФА отстранил все российские клубы от участия в розыгрыше еврокубков. В четвёртый раз в истории финалов Кубка России использовалась система видеопомощи арбитрам. Впервые за 14 лет финал Кубка России прошёл в Москве и за 15 лет на стадионе «Лужники». При этом финальный матч стал восьмым по счёту московским дерби (после матча 2007 года).

## События до матча
Место проведения матча было определено 26 апреля 2022 года на бюро исполкома РФС.
10 мая в финал вышло «Динамо», обыграв дома «Аланию» 3:0. 11 мая в финал вышел «Спартак», обыграв дома «Енисей» так же со счётом 3:0.
13 мая «Спартак» по результатам жеребьёвки «Спартак» стал номинальным хозяином матча, что позволило команде выбрать цвет игровой формы. Было объявлено, что встреча начнётся в 17:00 по московскому времени (UTC+3) и будет показана в прямом эфире федерального телеканала «Матч ТВ».
16 мая была открыта продажа билетов на трибуны A и C, 17 мая на фанатские трибуны B и D. Все билеты реализовывались через сайт РФС, кроме билетов на нижний ярус трибуны D, которые распространялись через сайт ФК «Динамо».
20 мая РФС объявил, что в первые 4 часа было продано 20 000 билетов, а за первые сутки — около 50 000 билетов. 23 мая было объявлено о поступлении третьей партии билетов в продажу. Через несколько минут после открытия продаж в социальных сетях появилось сообщение, что вся партия продана.
До проведения матча футбольные болельщики жаловались на невозможность приобретения билетов у официального распространителя, а в комментариях к официальной группе РФС в ВКонтакте отмечали технические проблемы с сервисами по продаже билетов и наличие билетов только у перекупщиков, в том числе и продажу по завышенной от номинала стоимости.
23 мая была представлена судейская бригада финала Кубка. Судейскую бригаду возглавил Кирилл Левников, а за VAR отвечал Владислав Безбородов. Для Кирилла Левникова данное назначение на Финал Кубка стало первым в карьере, Владислав Безбородов до этого дважды судил Финал Кубка в качестве главного арбитра в 2011 и в 2015 годах.
23 мая Матч ТВ представили группы комментаторов на финальные встречи футбольных турниров. Финал Кубка России прокомментируют Дмитрий Шнякин и Тимур Журавель.
25 мая РФС объявил состав звёздных исполнителей на матч. Произведения должны были исполнить «Хор Турецкого», оркестр Московского Губернского театра, Григорий Лепс, Лев Лещенко, МакSим и Люся Чеботина.
Свою предматчевую пресс-конференцию и тренировку на стадионе «Лужники» «Динамо» провело 27 мая, а «Спартак» - 28 мая.

## Место проведения

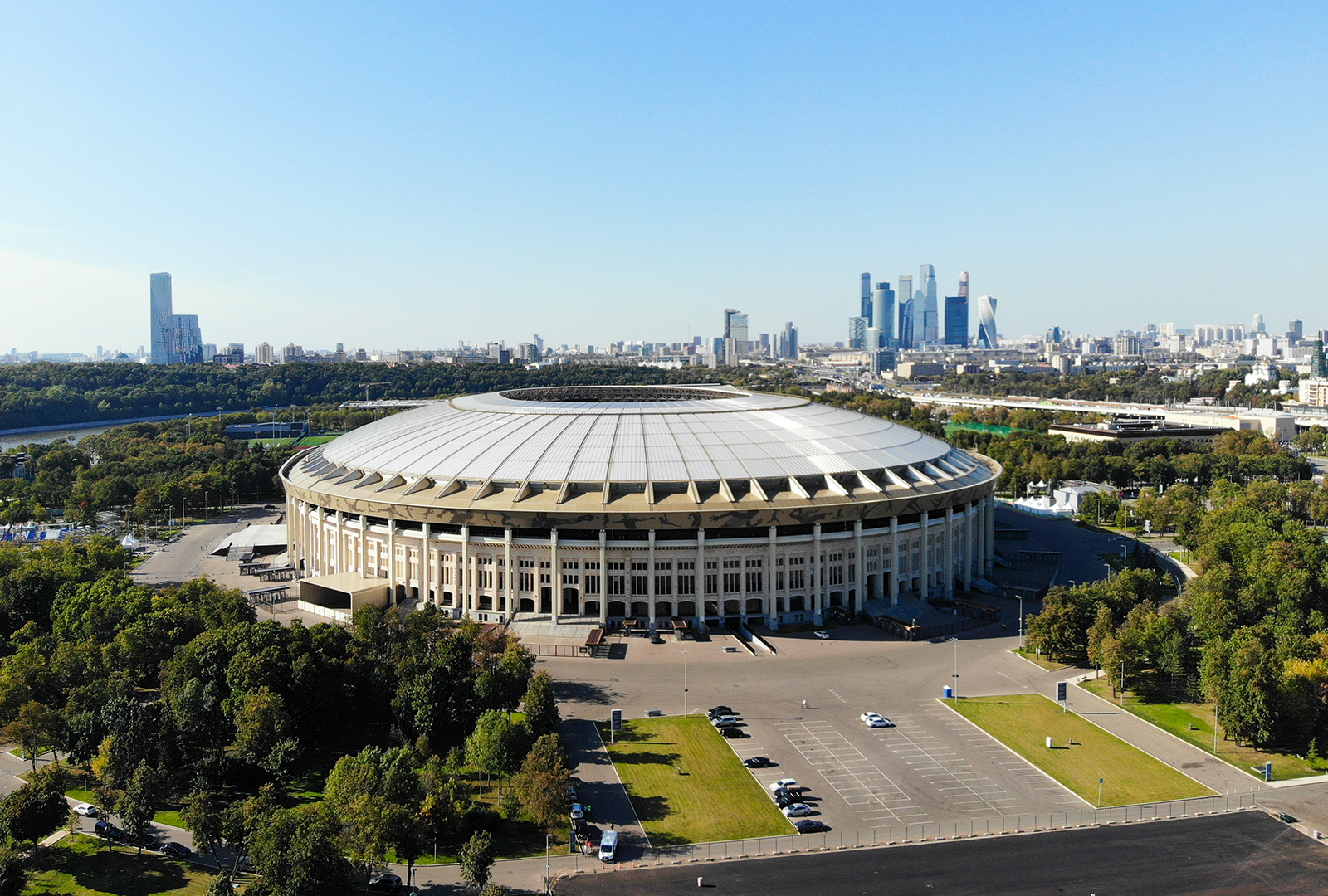
Вид стадиона с высоты птичьего полёта

Стадион «Лужники», вместимость которого составляет 81 000 зрителей, принимал I Спартакиаду народов СССР, VI Всемирный фестиваль молодёжи и студентов, XXII летние Олимпийские игры, финал Кубка УЕФА 1999, финал Лиги чемпионов УЕФА 2008, а также был главным стадионом Чемпионата мира по футболу 2018. На стадионе были проведены восемь финалов кубка России. Стадион является одной из домашних арен для сборной России по футболу.
Все финалы Кубка России на стадионе
| год  | команда 1 | команда 2 | счёт           | зрителей |
| ---- | --------- | --------- | -------------- | -------- |
| 1993 | Торпедо   | ЦСКА      | 1:1 (пен. 5:3) | 25 000   |
| 1994 | Спартак   | ЦСКА      | 2:2 (пен. 4:2) | 35 000   |
| 1995 | Динамо    | Ротор     | 0:0 (пен. 8:7) | 20 000   |
| 1998 | Спартак   | Локомотив | 1:0            | 38 000   |
| 1999 | Зенит     | Динамо    | 3:1            | 22 000   |
| 2002 | ЦСКА      | Зенит     | 2:0            | 35 000   |
| 2006 | ЦСКА      | Спартак   | 3:0            | 61 000   |
| 2007 | Москва    | Локомотив | 0:1 (д.в.)     | 45 000   |

## Команды

### История противостояния команд
Матч между «Спартаком» и «Динамо» является частью соперничества между клубами, являющегося старейшим из существующих российских и московских дерби. Команды впервые сыграют в финале Кубка России. В финалах Кубка СССР данные команды играли один раз — в 1950 году: в том матче победу одержал «Спартак» со счётом 3:0.
До этого матча соперники провели между собой 202 официальные встречи, в том числе 15 — в рамках Кубков СССР и России. Общее преимущество на стороне «красно-белых», которые одержали на 22 победы больше, чем соперник. Впереди они и по общему числу выигрышей в кубковых турнирах. Но если взять только встречи Кубка России, то здесь у «динамовцев» три победы — против одной у «Спартака».
| Турнир           | И   | «Спартак» | ничья | «Динамо» | мячи    |
| ---------------- | --- | --------- | ----- | -------- | ------- |
| Чемпионат России | 60  | 31        | 20    | 9        | 106—66  |
| Чемпионат СССР   | 99  | 28        | 39    | 32       | 115—120 |
| Кубок России     | 4   | 1         | 0     | 3        | 1—6     |
| Кубок СССР       | 11  | 6         | 2     | 3        | 20—15   |
| Кубок ФФ СССР    | 7   | 2         | 5     | 0        | 7—5     |
| Чемпионат Москвы | 20  | 9         | 2     | 9        | 35—39   |
| Кубок Москвы     | 1   | 1         | 0     | 0        | 2—0     |
| ИТОГО            | 202 | 78        | 68    | 56       | 286—251 |

### Другая статистика до финального матча
«Спартак» играл в финале впервые за 16 лет, «Динамо» — впервые за 10 лет. Перед матчем «Спартак» имел шанс выиграть Кубок впервые за 19 лет, а «Динамо» — впервые за 27 лет и впервые в XXI веке.
«Спартак» являлся финалистом 5 кубков России (последний раз — в 2006 году, проиграв ЦСКА со счётом 0:3) и обладателем 13 кубков с учётом Кубков СССР (участник 20 финалов с учётом СССР). В СССР установили рекорд, выиграв кубок 10 раз, в том числе кубок СССР-СНГ 1991/1992 года. Являлся 3-кратным обладателем Кубка России, уступая по числу трофеев «Зениту» (4 кубка), ЦСКА (7 кубков) и обладателю Кубка 2021 года — «Локомотиву» (9 кубок). Последний раз «Спартак» завоевал Кубок в 2003 году, обыграв «Ростов» со счётом 1:0.
«Динамо» являлся финалистом 4 кубков России (последний раз — в 2012 году, проиграв «Рубину» со счётом 0:1) и обладателем 7 кубков с учётом Кубков СССР. Единственный Кубок России выиграли в 1995 году на стадионе «Лужники», обыграв «Ротор» в серии пенальти 0:0 (пен. 8:7).
Достижения в розыгрышах Кубка России
| Команда | Итого     | 1994         | 1995         | 1996 | 1997 | 1998         | 1999 | 2003         | 2006 | 2012 |
| ------- | --------- | ------------ | ------------ | ---- | ---- | ------------ | ---- | ------------ | ---- | ---- |
| Спартак | 5 финалов | Кубок России | 1/2          | 2    | 1/4  | Кубок России | 1/16 | Кубок России | 2    | 1/8  |
| Динамо  | 4 финала  | 1/2          | Кубок России | 1/2  | 2    | 1/4          | 2    | 1/16         | 1/4  | 2    |

Тренеры
Сандро Шварц и Паоло Ваноли — первые в истории клубов тренеры-иностранцы, которые вывели «Динамо» и «Спартак» соответственно в финал Кубка России. В решающем матче впервые сошлись две команды, возглавляемые тренерами из Западной Европы.
Паоло Ваноли уже приезжал в «Лужники» на финальные матчи — но не как тренер, а как футболист. В 1999 году, в финале Кубка УЕФА Ваноли в составе «Пармы» забил второй из трёх голов в матче. «Парма», забив трижды, завоевала второй в своей истории Кубок УЕФА.
Игроки
В текущем составе «Спартака» не было ни одного футболиста, ранее выигрывавшего Кубок России. У «Динамо» один такой игрок был: Фёдор Смолов — двукратный обладатель трофея в составе «Локомотива» и это его второй подряд финал.
Выступления клубов в чемпионате 2021/2022 года
Очные встречи «Спартака» и «Динамо» состоялись в 11-м туре и в 20-м турах. В 11-м туре «Спартак» сыграл дома вничью 2:2, в 20-м туре «Динамо» уступило дома со счётом 0:2.
По итогам чемпионата «Динамо» заняло 3 место, «Спартак» — 10 место.

## Путь к финалу
| Поз | Команда             | Лига  | И | В | ВП | ПП | П | МЗ | МП | РМ | О | Квалификация       |
| --- | ------------------- | ----- | - | - | -- | -- | - | -- | -- | -- | - | ------------------ |
| 1   | Динамо (Москва)     | РПЛ   | 2 | 2 | 0  | 0  | 0 | 9  | 0  | 9  | 6 | Выход в 1/8 финала |
| 2   | Оренбург            | ФНЛ-1 | 2 | 1 | 0  | 0  | 1 | 3  | 4  | −1 | 3 |                    |
| 3   | Динамо (Ставрополь) | ФНЛ-2 | 2 | 0 | 0  | 0  | 2 | 1  | 9  | −8 | 0 |                    |

| И | В | ВП | ПП | П | МЗ | МП | РМ |
| - | - | -- | -- | - | -- | -- | -- |
| 3 | 3 | 0  | 0  | 0 | 10 | 1  | +9 |

| И | В | ВП | ПП | П | МЗ | МП | РМ  |
| - | - | -- | -- | - | -- | -- | --- |
| 5 | 4 | 1  | 0  | 0 | 16 | 1  | +15 |

## Отчёт о матче
| Спартак                  | 2:1      | Динамо      |
| ------------------------ | -------- | ----------- |
| Соболев 10′ · Промес 72′ | Протокол | Захарян 55′ |

| Спартак | Динамо |

| Спартак:        |    |                      |       |     |
|                 |    |                      |       |     |
| ВР              | 98 | Александр Максименко |       |     |
| ЗЩ              | 68 | Руслан Литвинов      | 90+6' |     |
| ЗЩ              | 14 | Георгий Джикия ()    |       | 66' |
| ЗЩ              | 2  | Самюэль Жиго         | 90+3' |     |
| ПЗ              | 26 | Даниил Хлусевич      | 89'   |     |
| ПЗ              | 17 | Кристофер Мартинс    |       |     |
| ПЗ              | 25 | Даниил Пруцев        |       |     |
| ПЗ              | 8  | Виктор Мозес         |       |     |
| НП              | 22 | Михаил Игнатов       |       | 66' |
| НП              | 7  | Александр Соболев    | 81'   | 81' |
| НП              | 24 | Квинси Промес        |       | 90' |
| Запасные:       |    |                      |       |     |
| ВР              | 57 | Александр Селихов    |       |     |
| ВР              | 88 | Илья Свинов          |       |     |
| ЗЩ              | 23 | Никита Чернов        |       |     |
| ЗЩ              | 92 | Николай Рассказов    |       |     |
| ЗЩ              | 39 | Павел Маслов         |       |     |
| ЗЩ              | 3  | Максимилиано Кофрие  |       | 66' |
| ЗЩ              | 5  | Леон Классен         |       |     |
| ПЗ              | 47 | Роман Зобнин         |       | 81' |
| ПЗ              | 10 | Зелимхан Бакаев      |       |     |
| ПЗ              | 18 | Наиль Умяров         |       | 90' |
| ПЗ              | 97 | Даниил Денисов       |       |     |
| НП              | 19 | Шамар Николсон       | 90+8' | 66' |
| Главный тренер: |    |                      |       |     |
| Паоло Ваноли    |    |                      |       |     |

| Динамо:         |    |                      |       |     |
|                 |    |                      |       |     |
| ВР              | 31 | Игорь Лещук          |       |     |
| ЗЩ              | 4  | Сергей Паршивлюк ()  |       | 77' |
| ЗЩ              | 5  | Фабиан Бальбуэна     |       |     |
| ЗЩ              | 24 | Роман Евгеньев       |       |     |
| ЗЩ              | 2  | Гильермо Варела      |       | 88' |
| ПЗ              | 47 | Арсен Захарян        |       |     |
| ПЗ              | 74 | Даниил Фомин         |       |     |
| ПЗ              | 53 | Себастиан Шиманьский |       |     |
| ПЗ              | 7  | Дмитрий Скопинцев    |       | 88' |
| НП              | 40 | Фёдор Смолов         |       | 77' |
| НП              | 70 | Константин Тюкавин   |       |     |
| Запасные:       |    |                      |       |     |
| ВР              | 1  | Антон Шунин          |       |     |
| ЗЩ              | 3  | Заурбек Плиев        |       |     |
| ЗЩ              | 50 | Александр Кутицкий   |       |     |
| ЗЩ              | 15 | Саба Сазонов         |       |     |
| ЗЩ              | 43 | Денис Осокин         |       |     |
| ЗЩ              | 93 | Диего Лаксальт       |       |     |
| ПЗ              | 19 | Даниил Лесовой       |       | 77' |
| ПЗ              | 88 | Денис Макаров        | 90+8' | 88' |
| ПЗ              | 78 | Георгий Сулаквелидзе |       |     |
| ПЗ              | 88 | Никола Моро          |       | 88' |
| НП              | 20 | Вячеслав Грулёв      |       | 77' |
| НП              | 91 | Ярослав Гладышев     |       |     |
| Главный тренер: |    |                      |       |     |
| Сандро Шварц    |    |                      |       |     |

| Помощники судьи: Егор Болховитин (Ленинградская область) Рашид Абусуев (Санкт-Петербург) Четвертый судья: Владимир Москалёв (Воронеж) VAR: Владислав Безбородов (Санкт-Петербург) AVAR: Антон Кобзев (Москва) |